# اریک دلومو
اریک دلومو (انگلیسی: Éric Deloumeaux؛ زادهٔ ۱۲ مهٔ ۱۹۷۳) بازیکن فوتبال اهل فرانسه است.
از باشگاه‌هایی که در آن بازی کرده‌است می‌توان به باشگاه فوتبال لو آور، باشگاه فوتبال مادرول، باشگاه فوتبال کاونتری سیتی، و باشگاه فوتبال آبردین اشاره کرد.